# Cerynea pallens
Cerynea pallens är en fjärilsart som beskrevs av George Francis Hampson 1918. Cerynea pallens ingår i släktet Cerynea och familjen nattflyn. Inga underarter finns listade i Catalogue of Life.